# Jump (Madonna)
Jump is de vierde en laatste single van Madonna's album Confessions on a Dance Floor. De single wordt praktisch een jaar na Hung Up, de eerste single van het album, uitgebracht. Jump werd geschreven door Madonna, haar zwager Joe Henry en Stuart Price.
Eerder werd verwacht dat Jump de derde single van het album zou worden, maar dat werd Get Together. Dit tot teleurstelling van vele fans, bij wie Jump populairder was dan Get Together.
Het is de derde keer dat Madonna samenwerkt met haar zwager Joe Henry (getrouwd met Madonna's zus Melanie). Joe is redelijk bekend in het circuit van Amerikaanse singer-songwriters. Hun eerste samenwerking stamt uit 1996, toen Joe Madonna vroeg om mee te zingen op Guilty By Association, een nummer dat Joe opnam voor het benefietalbum Sweet Relief II. In 2000 bewerkten ze samen Joe's lied Stop voor het album Music, dit resulteerde in de wereldhit Don't Tell Me.
Jump is te horen in de bioscoopfilm The Devil Wears Prada uit 2006. Aangenomen werd dat Jump ook op de soundtrack van de film zou komen te staan, maar dit was niet het geval. Daarentegen werd wel Madonna's hit uit 1990, Vogue, toegevoegd.
De videoclip is opgenomen in Japan op 19 september 2006, tijdens haar succesvolle Confessions Tour. De video is geregisseerd door Jonas Åkerlund, ook verantwoordelijk voor de videoclips bij Music, Ray of Light en American Life, en de concertregistratie van de Confessions Tour. De single is digitaal te verkrijgen vanaf 23 oktober 2006 en vanaf 3 november in de winkels. Op de B-kant staat het niet eerder verschenen nummer History, een track die Madonna samen met Stuart Price schreef tijdens de Confessions-sessies.
Jump was de 50e single van Madonna die de Top 40 binnenkwam. In beide Nederlandse hitlijsten steeg het nummer in de tweede week naar de 6e plaats en werd Dancesmash op Radio 538. In de Single Top 100 was het haar 56e hit. Jump was een onverwacht succes voor Madonna, aangezien het de vierde single van een succesalbum was. Bovendien was het nummer op dat moment alweer een jaar oud. 

## Uitgaven
De single is in Nederland op twee manieren uitgegeven met de volgende tracklist:
Cd-single
1. "Jump" (Album Version) 3:59
2. "Jump" (Extended Album Version) 5:09

Cd-maxisingle
1. "Jump" (Radio Edit) 3:22
2. "Jump" (Junior Sanchez's Misshapes Mix) 6:49
3. "History" 5:55

### Hitnoteringen
| Jump in de Nederlandse Top 40 binnen: 11 november 2006 | Jump in de Nederlandse Top 40 binnen: 11 november 2006 | Jump in de Nederlandse Top 40 binnen: 11 november 2006 | Jump in de Nederlandse Top 40 binnen: 11 november 2006 | Jump in de Nederlandse Top 40 binnen: 11 november 2006 | Jump in de Nederlandse Top 40 binnen: 11 november 2006 | Jump in de Nederlandse Top 40 binnen: 11 november 2006 | Jump in de Nederlandse Top 40 binnen: 11 november 2006 | Jump in de Nederlandse Top 40 binnen: 11 november 2006 | Jump in de Nederlandse Top 40 binnen: 11 november 2006 | Jump in de Nederlandse Top 40 binnen: 11 november 2006 | Jump in de Nederlandse Top 40 binnen: 11 november 2006 |
| Week                                                   | 1                                                      | 2                                                      | 3                                                      | 4                                                      | 5                                                      | 6                                                      | 7                                                      | 8                                                      | 9                                                      | 10                                                     |                                                        |
| ------------------------------------------------------ | ------------------------------------------------------ | ------------------------------------------------------ | ------------------------------------------------------ | ------------------------------------------------------ | ------------------------------------------------------ | ------------------------------------------------------ | ------------------------------------------------------ | ------------------------------------------------------ | ------------------------------------------------------ | ------------------------------------------------------ | ------------------------------------------------------ |
| Nummer                                                 | 24                                                     | 6                                                      | 6                                                      | 11                                                     | 13                                                     | 14                                                     | 26                                                     | 30                                                     | 30                                                     | 37                                                     | Uit                                                    |

| Jump in de Single Top 100 binnen: 11 november 2006 | Jump in de Single Top 100 binnen: 11 november 2006 | Jump in de Single Top 100 binnen: 11 november 2006 | Jump in de Single Top 100 binnen: 11 november 2006 | Jump in de Single Top 100 binnen: 11 november 2006 | Jump in de Single Top 100 binnen: 11 november 2006 | Jump in de Single Top 100 binnen: 11 november 2006 | Jump in de Single Top 100 binnen: 11 november 2006 | Jump in de Single Top 100 binnen: 11 november 2006 | Jump in de Single Top 100 binnen: 11 november 2006 | Jump in de Single Top 100 binnen: 11 november 2006 | Jump in de Single Top 100 binnen: 11 november 2006 | Jump in de Single Top 100 binnen: 11 november 2006 | Jump in de Single Top 100 binnen: 11 november 2006 | Jump in de Single Top 100 binnen: 11 november 2006 |
| Week                                               | 1                                                  | 2                                                  | 3                                                  | 4                                                  | 5                                                  | 6                                                  | 7                                                  | 8                                                  | 9                                                  | 10                                                 | 11                                                 | 12                                                 | 13                                                 |                                                    |
| -------------------------------------------------- | -------------------------------------------------- | -------------------------------------------------- | -------------------------------------------------- | -------------------------------------------------- | -------------------------------------------------- | -------------------------------------------------- | -------------------------------------------------- | -------------------------------------------------- | -------------------------------------------------- | -------------------------------------------------- | -------------------------------------------------- | -------------------------------------------------- | -------------------------------------------------- | -------------------------------------------------- |
| Nummer                                             | 32                                                 | 6                                                  | 20                                                 | 21                                                 | 30                                                 | 33                                                 | 35                                                 | 37                                                 | 31                                                 | 37                                                 | 50                                                 | 59                                                 | 81                                                 | Uit                                                |

| Jump in de Ultratop 50 binnen: 11 november 2006 | Jump in de Ultratop 50 binnen: 11 november 2006 | Jump in de Ultratop 50 binnen: 11 november 2006 | Jump in de Ultratop 50 binnen: 11 november 2006 | Jump in de Ultratop 50 binnen: 11 november 2006 | Jump in de Ultratop 50 binnen: 11 november 2006 | Jump in de Ultratop 50 binnen: 11 november 2006 | Jump in de Ultratop 50 binnen: 11 november 2006 | Jump in de Ultratop 50 binnen: 11 november 2006 |
| Week                                            | 1                                               | 2                                               | 3                                               | 4                                               | 5                                               | 6                                               | 7                                               |                                                 |
| ----------------------------------------------- | ----------------------------------------------- | ----------------------------------------------- | ----------------------------------------------- | ----------------------------------------------- | ----------------------------------------------- | ----------------------------------------------- | ----------------------------------------------- | ----------------------------------------------- |
| Nummer                                          | 41                                              | 22                                              | 18                                              | 27                                              | 35                                              | 38                                              | 43                                              | uit                                             |